# Montaut, Haute-Garonne
 Montaut là một xã thuộc tỉnh Haute-Garonne trong vùng Occitanie tây nam nước Pháp. Xã này nằm ở khu vực có độ cao trung bình mét trên mực nước biển..
Sông Lèze chảy theo hướng bắc qua phía đông xã và tạo thành một phần rnah giới đông bắc.
Sông Garonne tạo thành một phần ranh giới phía tây.